# Martin Rost (Datenschützer)
Martin Rost (* 1962 in Lübeck) ist ein deutscher Buchautor und Mitarbeiter des Unabhängigen Landeszentrums für Datenschutz Schleswig-Holstein (ULD).
Rost studierte Soziologie, Philosophie und Psychologie an der Christian-Albrechts Universität Kiel und schrieb an einer Dissertation zur Techniksoziologie bei Lars Clausen. Er hat eine Reihe an Büchern und Artikeln zu Themen technisierter Kommunikationen, insbesondere zu den Folgen des Internets, verfasst, 1995 u. a. die deutsche Mailinglist für Luhmann’sche Systemtheorie der Soziologie gegründet und publiziert vornehmlich über methodische und theoretische Aspekte des Datenschutzes. Seit 2008 führt Rost Videointerviews mit Datenschützern insbesondere der 1. Generation durch (bspw. mit Wilhelm Steinmüller, Spiros Simitis, Adalbert Podlech und weiteren). Ferner ist er Autor des Mundharmonika-Lehrbuches Rock Blues Countryharp.

## Publikationen

### Artikel (Auswahl)
- Soziologie des Datenschutzes (2013)
- Kritik an der Einwilligung (2013, zusammen mit Meike Kamp)
- Impact Assessment im Lichte des Standard-Datenschutzmodells (2012, zusammen mit Kirsten Bock)
- Standardisierte Datenschutzmodellierung (2012) – siehe Standard-Datenschutzmodell
- Privacy By Design und die Neuen Schutzziele (2011, zusammen mit Kirsten Bock)
- Datenschutz-Schutzziele (2009, zusammen mit Andreas Pfitzmann)
- Wie entsteht aus einer Tonfolge eine Melodie? (2003)
- Verkettbarkeit als Grundbegriff des Datenschutzes? (2003)
- Über die Funktionalität von Anonymität für die bürgerliche Gesellschaft (2003)
- Zur Produktion der wissenschaftlichen Kommunikation im digitalen Zeitalter (2001)
- Mailinglisten und ihre Strukturen – Empirische Daten am Beispiel der Mailinglists für Soziologie und Luhmannschen Systemtheorie (2001)
- Zur Industrialisierung wissenschaftlicher Kommunikation (1998)
- Vorschläge zur Entwicklung einer Diskurs-Markup-Language (1996)

### Bücher (Auswahl)
- Rost, Martin (Hrsg.): Die Netzrevolution – Auf dem Weg in die Weltgesellschaft. Frankfurt am Main 1996, Eichborn-Verlag, 231 Seiten, ISBN 3-8218-0978-7.
- Rost, Martin; Schack, Michael: DFÜ – ein Handbuch. Recherchen in weltweiten Netzen. Hannover 1993, Verlag Heinz Heise, 389 Seiten, ISBN 3-88229-026-9.
- Rost, Martin: Rock Blues Country-Harp. Bonn 1990, Voggenreiter, mit CD, 143 Seiten, ISBN 3-8024-0212-X.